# Cuscatlán megye
Cuscatlán Salvador legkisebb területű megyéje. Az ország középső részén terül el. Székhelye Cojutepeque.

## Földrajz
Az ország középső részén elterülő megye északon Chalatenango, keleten Cabañas, délkeleten San Vicente, délen La Paz, nyugaton pedig San Salvador megyével határos. San Salvador és La Paz megyékkel alkotott hármashatárán található az ország legnagyobb tava, az Ilopango-tó.

## Népesség
Ahogy egész Salvadorban, a népesség növekedése Cuscatlán megyében is gyors. A változásokat szemlélteti az alábbi táblázat:
| Év   | Lakosság |
| ---- | -------- |
| 1971 | 152 825  |
| 1992 | 178 502  |
| 2007 | 231 480  |